# Pleurota contristatella
Pleurota contristatella is een vlinder uit de familie sikkelmotten (Oecophoridae). De wetenschappelijke naam is voor het eerst geldig gepubliceerd in 1867 door Mann.
De soort komt voor in Europa.